# Wainfleet (Kanada)
Wainfleet – gmina (ang. township) w Kanadzie, w prowincji Ontario, w regionie Niagara.
Powierzchnia Wainfleet to 217,29 km².
Według danych spisu powszechnego z roku 2001 Wainfleet liczy 6258 mieszkańców (28,80 os./km²).